# 黃山椒蝸牛
黃山椒蝸牛（学名：Assiminea lutea）为山椒蝸牛科山椒螺屬下的一个种。